# (36633) 2000 QG171
2000 QG171 (asteroide 36633) é um asteroide da cintura principal. Possui uma excentricidade de 0.18022190 e uma inclinação de 3.12756º.
Este asteroide foi descoberto no dia 31 de agosto de 2000 por LINEAR em Socorro.